# Nearcha oxyptera
Nearcha oxyptera är en fjärilsart som beskrevs av Oswald Beltram Lower 1903. Nearcha oxyptera ingår i släktet Nearcha och familjen mätare. Inga underarter finns listade i Catalogue of Life.